# 의인관

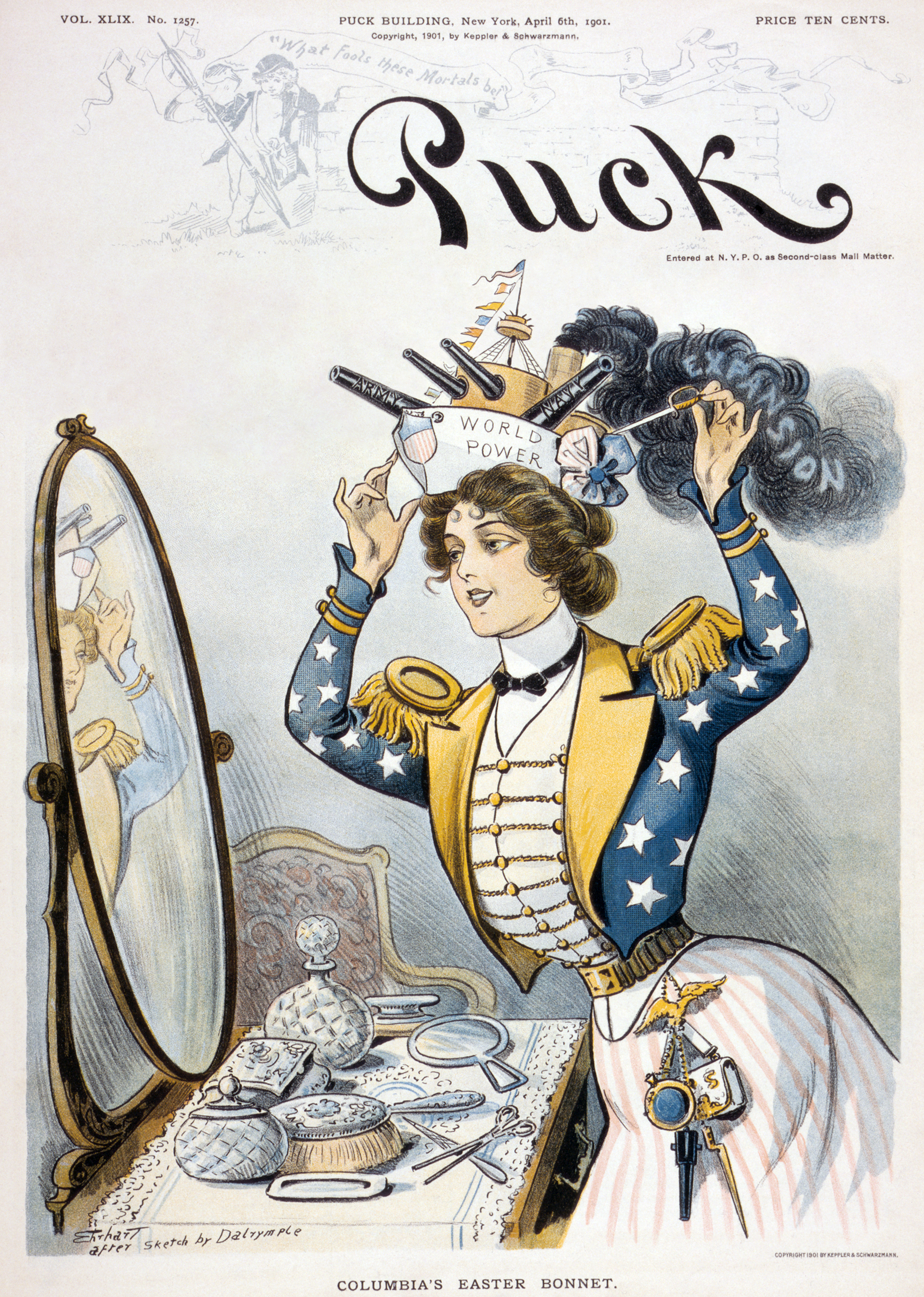
미국 해군의 의인화 캐릭터 "콜럼비아"(Columbia). 1901년.

의인관(擬人觀, anthropomorphism) 또는 의인화(擬人化)는 인간 이외의 무생물, 동식물, 사물 등에 인간적 특성을 부여하는 것을 말한다. 신을 인간의 형태의 그리는 것과 인간의 감정 또는 동기를 폭풍이나 지진과 같은 자연의 힘으로 돌리는 것도 마찬가지 예이다.
의인화는 스토리텔링이나 예술에서의 문학적 기교와 같은 고대에 뿌리를 두고 있다. 대부분의 문화는 단군신화의 곰이나 호랑이 같이 의인화된 동물로 전통적인 우화를 가지고 있으며, 이러한 것들은 사람과 같이 말을 하거나, 서거나, 성격을 가질 수 있다.
영어에서의 anthropomorphism이라는 단어는 1700년대 중반에 최초로 사용되었다.  이 단어는 그리스어의 사람(human)을 뜻하는 그리스어: ἄνθρωπος (ánthrōpos)와 모양(shape) 또는 형태(form)을 뜻하는 μορφή (morphē)가 합성된 말이다.

## 같이 보기
- 모에화